# Atsinanana

Die Region Atsinanana liegt im Osten Madagaskars

Atsinanana ist eine der 22 Regionen Madagaskars. Es gehört zur (alten) Provinz Toamasina im Osten der Insel. Im Jahr 2004 lebten 1.305.000 Einwohner in der Region.

## Geographie
Die Region Atsinanana hat eine Fläche von 21.934 km². Hauptstadt ist Toamasina.

## Verwaltungsgliederung
Die Region ist in 7 Distrikte aufgeteilt:
- Antanambao Manampotsy
- Brickaville
- Mahanoro
- Marolambo
- Toamasina
- Toamasina II
- Vatomandry